# Octobre 1918 (guerre mondiale)
septembre 1918 - Octobre 1918 - novembre 1918
- 2 octobre : 
  - Premiers contacts entre les Britanniques et les Ottomans en vue de l'ouverture de négociations pour la conclusion d'un armistice.
  - Arrêt temporaire des offensives alliées sur le front de l'Ouest alors que les liens entre le front et l'arrière se distendent et que la résistance allemande se durcit.

- 3 octobre :
  - Nomination de Max de Bade au poste de chancelier du Reich, afin de négocier la sortie du conflit.

- 4 octobre : 
  - Un groupement d'unités germano-austro-hongroises est constitué en Serbie, sous le commandement du maréchal austro-hongrois Hermann Kövess, afin d'arrêter l'avancée des troupes franco-serbes en direction de Belgrade.
  - Le gouvernement du Reich adresse une note à Woodrow Wilson l'informant de sa volonté de mettre fin aux combats ; Stephan Burián von Rajecz, ministre des affaires étrangères de la double monarchie, publie une note dans laquelle il s'associe à la note allemande.

- 5 octobre : 
  - Installation à Trente, sur ordre de l'empereur-roi Charles, d'une délégation austro-hongroise en vue de négocier un armistice entre la double monarchie épuisée et les Alliés.
  - Avant-dernier conseil des ministres commun de la double monarchie : Stephan Burián von Rajecz, ministre commun des affaires étrangères, appuyé par le premier ministre hongrois, Sandor Wekerle, s'oppose à toute réforme intérieure de la double monarchie, accélérant le processus de dissolution interne de l'empire des Habsbourg.
  - Un état des effectifs de l'armée impériale allemande évalue à 22 divisions le nombre d'unités placées dans la réserve générale.
  - Envoi par Louis Franchet d'Espèrey, commandant en chef du Front d'Orient de directives à chacun de ses subordonnés pour la poursuite de l'offensive en cours dans les Balkans.
  - Mort de l'as français Roland Garros abattu près de Saint-Morel. Touché par les tirs d'un chasseur allemand, son avion explose en vol.

- 6 octobre :
  - constitution du conseil national des Slaves du Sud, regroupant les représentants slaves du sud des trois parties de la monarchie danubienne.
  - Note du gouvernement américain répondant à la note allemande du 4 octobre, fixant les conditions préalables à l'ouverture de négociations de paix.

- 8 octobre : 
  - Rupture de la ligne Hindenburg.
  - raid aérien allié massif sur le front : 250 bombardiers escortés par 100 chasseurs lancent 32 tonnes de bombes entre Wavrille et Damvilliers.
  - Installation du poste de commandement de l'Armée française d'Orient à Uskub.
  - Fixation définitive des conditions alliées pour l'armistice avec l'empire ottoman.

- 9 octobre
  - Déclenchement de la bataille de Niš : les troupes franco-serbes débordent les défenses germano-austro-hongroises au terme de trois jours de combat.
  - La diète de Finlande élit Frédéric-Charles de Hesse-Cassel roi de Finlande ; la défaite prévisible du Reich à ce stade de la guerre l'incite à renoncer au bénéfice de son élection le 9 décembre suivant.

- 10 octobre : 
  - Ferdinand Foch, commandant suprême des troupes alliées, définit de nouveaux objectifs stratégiques aux unités alliées engagées sur le front de l'Ouest : Bruges, Mézières et Mons constituent ainsi des objectifs à moyen terme.

- 12 octobre :
  - Prise de la ville de Niš par les unités franco-serbes engagées dans la campagne de Serbie.

- 13 octobre
  - Arrivée à Moudros de l'amiral britannique Somerset Gough-Calthorpe, spécialement chargé de négocier un armistice avec les Ottomans, épuisés par le conflit.

- 14 octobre : 
  - Formation d'un nouveau gouvernement ottoman, confié à Ahmed Izzet Pacha, en vue de la négociation d'un armistice avec les Alliés.
  - Mission Malleson : un corps expéditionnaire composé de 570 soldats britanniques et indiens vainc les forces soviétiques dans le village de Dushak (en), au Turkestan, faisant 1000 morts parmi les unités soviétiques[1].
  - En réponse à la demande d'armistice du chancelier allemand, la note de Wilson exige l'évacuation des territoires occupés, la suspension de la guerre sous-marine et la démocratisation du régime impérial[2].

- 15 octobre : 
  - Incorporation à Senlis du wagon de l'Armistice au train du commandant en chef des armées alliées, Ferdinand Foch.
  - Publication du manifeste impérial : L'empereur d'Autriche, roi de Hongrie Charles Ier, annonce la transformation de l'empire d'Autriche en État fédéral.

- 17 octobre :
  - Prise des villes d'Ostende et Bruges par l'armée belge.
  - En dépit des oppositions hongroises, l'empereur Charles publie un manifeste impérial réformant la double monarchie, la transformant en un État fédéral.

- 18 octobre : 
  - Les objectifs assignés au général Debeney sont remplis : le canal de la Sambre à l'Oise est atteint par les troupes franco-britanniques.

- 19 octobre : 
  - Libération de la ville de Zeebruges par l'armée belge.
  - Annonce austro-hongroise unilatérale de la rupture des négociations de Salzbourg, ayant pour finalité le rapprochement économique et commercial entre le Reich et la double monarchie.

- 20 octobre :
  - Libération de la totalité de la côte belge par les actions conjuguées des armées françaises, belges, britanniques et américaines engagées en Belgique.
  - Début des opérations sur la Lys et sur l'Escaut.
  - bataille de la Serre : au terme de dix journées de combat, les troupes allemandes se replient, abandonnant Denain.
  - Ordre de sortie de la marine allemande afin de tenter de rompre le blocus allié en Mer du Nord.
  - Le Chancelier du Reich, Max de Bade, interdit la mise en œuvre d'une politique de terre brûlée en France et en Belgique par l'armée allemande en retraite.

- 21 octobre : 
  - Le Danube, objectif stratégique des troupes franco-serbes engagées dans les Balkans, est atteint par les pointes avancées des unités franco-serbes engagées en Serbie.
  - Ordre de retraite générale des troupes austro-allemandes engagées en Serbie.
  - Constitution d'un conseil national regroupant les représentants allemands élus dans les diverses assemblées de la double monarchie.

- 22 octobre : 
  - Erich Ludendorff ordonne la remise en état de la ligne de fortifications Anvers-Meuse, nécessitant de vastes travaux et l'évacuation de la population civile de la zone. Le général allemand se rend ainsi coupable d'une forfaiture à l'égard du gouvernement civil.
  - Les troupes franco-serbes prennent la ville de Mitrovica au Kosovo.
  - Combat de Paratchin : les troupes franco-serbes débordent les troupes germano-austro-hongroises déployées au Sud de Belgrade.
  - Arrivée à Moudros d'un nouvel émissaire ottoman à Moudros, chargé de hâter les négociations en vue du retrait ottoman du conflit.

- 23 octobre :
  - devant la mauvaise volonté d'Erich Ludendorff à accepter la mise sous tutelle du haut-commandement allemand par le pouvoir civil, le Chancelier du Reich, Max de Bade, exige son limogeage lors d'une rencontre avec Guillaume II.

- 24 octobre :
  - Bataille de Vittorio-Veneto : le front austro-hongrois affaibli est enfoncé par des unités italiennes après deux journées de résistance.
  - Retraite des unités hongroises déployées en Italie. Le gouvernement hongrois espère les déployer sur le Danube, pour bloquer les unités de l'armée d'Orient engagées en Serbie.
  - Démission conjointe des premiers ministres autrichiens, hongrois et du ministre commun des affaires étrangères, Stephan Burián von Rajecz. le Hongrois Gyulia Andrassy le remplace au poste de ministre commun des affaires étrangères
  - Le Reichstag vote formellement la confiance au gouvernement Max de Bade, premier acte d'une parlementarisation concrète[2].

- 25 octobre : 
  - Constitution d'un conseil national en Hongrie placé sous la présidence de Mihály Károlyi.

- 26 octobre : 
  - Prise d'Alep par les forces britanniques et hachémites.
  - Arrivée à Moudros de la délégation officielle ottomane pour négocier l'armistice avec les Alliés.
  - Annonce par télégramme personnel de l'empereur Charles à Guillaume II de la fin de l'Alliance entre la double monarchie et le Reich.
  - Le Reichstag adopte une loi qui place l'armée allemande sous la responsabilité du chancelier du Reich (monarchie parlementaire).

- 27 octobre :
  - Etablissement de têtes de pont alliées au Nord du Piave : le front austro-hongrois se disloque petit à petit face à la poussée offensive.
  - Démission d'Erich Ludendorff de son poste de premier quartier maître général de l'armée allemande. Nomination de Wilhelm Grœner pour lui succéder.
  - Télégramme de l'empereur Charles Ier à Guillaume II l'informant de l'ouverture de négociations d'armistice avec les Alliés.
  - Télégramme d'Arthur Arz von Straußenburg, chef d'état-major austro-hongrois, à Paul von Hindenburg, chef du grand état-major allemand, exposant l'épuisement et la dissolution de l'armée commune, justifiant ainsi l'ouverture de négociations d'armistice.
  - Révision en Allemagne dans le sens d'une monarchie constitutionnelle[2]

- 29 octobre : 
  - Arrivée de Guillaume II à Spa, siège du haut-commandement allemand : l'empereur espère par sa présence assurer la fidélité de son armée à sa personne et à sa dynastie.
  - Les représentants des populations slaves du Sud de Cisleithanie, proclament le droit à l'autodétermination des Yougoslaves.
  - Proclamation d'indépendance du Royaume de Croatie-Slavonie : le Sabor du royaume rompt les liens qui l'unissent à la Hongrie depuis 1102.
  - le conseil municipal du corpus separatum de Fiume, dépendant au Royaume de Hongrie depuis 1779, rompt les liens qui l'unissent à la couronne de Saint-Étienne et rejoint l'État des Slovènes, Croates et Serbes alors en cours de formation.
  - Mise à disposition du wagon de l'Armistice pour le compte de l'état-major général allié par la compagnie des wagons-lits.

- 30 octobre : 
  - Les parlementaires slaves du Sud de l'empire d'Autriche, de Croatie et du corpus separatum de Fiume proclament l'union des Slaves du Sud de la double monarchie et l'indépendance de l'État des Slovènes, Croates et Serbes, État éphémère regroupant les Slaves du Sud de la double monarchie.
  - Mise en place d'un conseil national des Roumains, regroupant les représentants roumains d'Autriche et de Hongrie.
  - Armistice de Moudros : l'empire ottoman, épuisé par quatre années de conflit, se retire de la guerre.
  - Acceptation par les Italiens de l'ouverture de négociations avec les Austro-hongrois : les Italiens parviennent cependant à imposer la poursuite des combats pendant les négociations.
  - Mouvement révolutionnaire de la flotte de guerre allemande ; les équipages refusent de sortir du port de Wilhelmshaven pour affronter la flotte britannique.

- 31 octobre :
  - Prestation de serment de Mihály Károlyi, nouveau premier ministre du royaume de Hongrie devant l'archiduc Joseph, représentant du roi Charles.
  - Décret de Charles Ier déliant les soldats de la double monarchie de leur serment de fidélité à sa personne.
  - Assassinat d'Istvan Tisza, ancien premier ministre hongrois. Rendu responsable du conflit, il est exécuté par des soldats lors de la révolution des Asters.
  - Occupation des Détroits par la Royal Navy au nom des Alliés.
  - Dénonciation roumaine unilatérale du traité de paix entre la Roumanie et les puissances centrales.